# Hechtmoor
Das Hechtmoor (dänisch: Hegemose) ist ein Naturschutzgebiet in der schleswig-holsteinischen Gemeinde Mittelangeln im Kreis Schleswig-Flensburg.
Das rund 34 Hektar große Naturschutzgebiet ist unter der Nummer 39 in das Verzeichnis der Naturschutzgebiete des Ministeriums für Landwirtschaft, Umwelt und ländliche Räume eingetragen. Es wurde 1941 ausgewiesen (Datum der Verordnung: 2. September 1941). Das Naturschutzgebiet ist nahezu deckungsgleich mit dem gleichnamigen FFH-Gebiet. Zuständige untere Naturschutzbehörde ist der Kreis Schleswig-Flensburg.
Das Naturschutzgebiet liegt 4 km südlich von Satrup (Mittelangeln). Es stellt ein in einer Senke einer Jungmoränenlandschaft liegendes Hochmoor unter Schutz, das durch Entwässerung und Torfabbau zwar stark verändert ist, sich aber dennoch heute wieder als naturnahes Moor darstellt. Das Moor wurde über Jahrhunderte überwiegend in bäuerlichen Handtorfstichen für die Gewinnung von Brennmaterial genutzt, bevor es 1941 unter Naturschutz gestellt wurde. Im Naturschutzgebiet sind Torfmoor-Schlenken sowie Schwingrasen mit Verlandungsgesellschaften zu finden. Hier kommen zahlreiche gefährdete Pflanzen vor, darunter Orchideen wie die Sumpf-Weichorchis. Das Moor bietet einen wertvollen Lebensraum für Libellen wie die Große Moosjungfer, Herbst-Mosaikjungfer, Große Pechlibelle, Frühe Adonislibelle und Hufeisen-Azurjungfer.
Das Moor entwässert über Gräben und den Mühlengraben zur Bondenau, einem Quellfluss der Treene. Das Naturschutzgebiet wird von der Arbeitsgemeinschaft Geobotanik in Schleswig-Holstein und Hamburg betreut.